# Pantoprazol
El pantoprazol es un medicamento usado en el tratamiento a corto plazo de las erosiones y úlceras causadas por enfermedades de reflujo gastroesofágico. También se indica para el tratamiento de enfermedades en la que el organismo produce un exceso de ácido gástrico, como en el síndrome de Zollinger-Ellison. El tratamiento inicial dura, por lo general, ocho semanas, después del cual puede que sea considerado una etapa de mantenimiento también de unas 8 semanas.

## Farmacología
Desde una perspectiva farmacocinética el pantoprazol es una droga ideal porque tiene una biodisponibilidad alta, cercana al 77% y una vida media corta de aproximadamente 2 horas. La presentación intravenosa tiene las mismas características que la presentación oral, en el que solo actúan sobre la secreción de ácido activa y no sobre las vesículas intracelulares que no se han activado aún.

## Efectos adversos
Los inhibidores de la bomba de protones son medicinas bien toleradas, incluyendo el pantoprazol, siendo la aparición de reacciones adversas en menos del 5% de la población. Las reacciones más frecuentes son dolor de cabeza, diarrea, dolor abdominal y, raramente, picazón e hinchazónDescalcificación de los huesos (osteoporosis). Es un medicamento que puede afectar ciertos exámenes de laboratorio, incluyendo pruebas de drogas ilícitas en la orina.
No se conocen suficientes datos de la seguridad y efectividad del pantoprazol en pacientes pediátricos menores de 18 años, por lo que no se recomienda su uso en esta población de pacientes.